# Petrovakraszna
Petrovakraszna (románul: Crasna Vișeului) település Romániában, a Partiumban, Máramaros megyében.

## Fekvése
Petrovabisztrától keletre fekvő település.

## Története
Petrovakraszna (Crasna Vișeului) nevét 1913-ban már a mai Petrovakraszna néven említette először oklevél.
A település Petrovabisztra faluja.

## Galéria

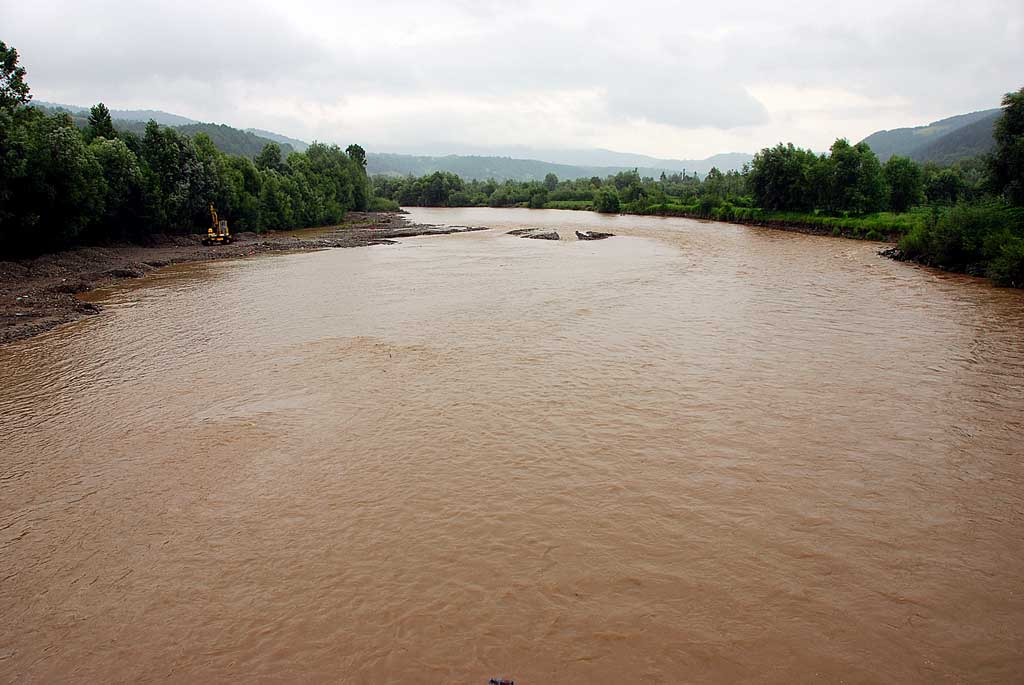
A Visó Petrovakrasznánál
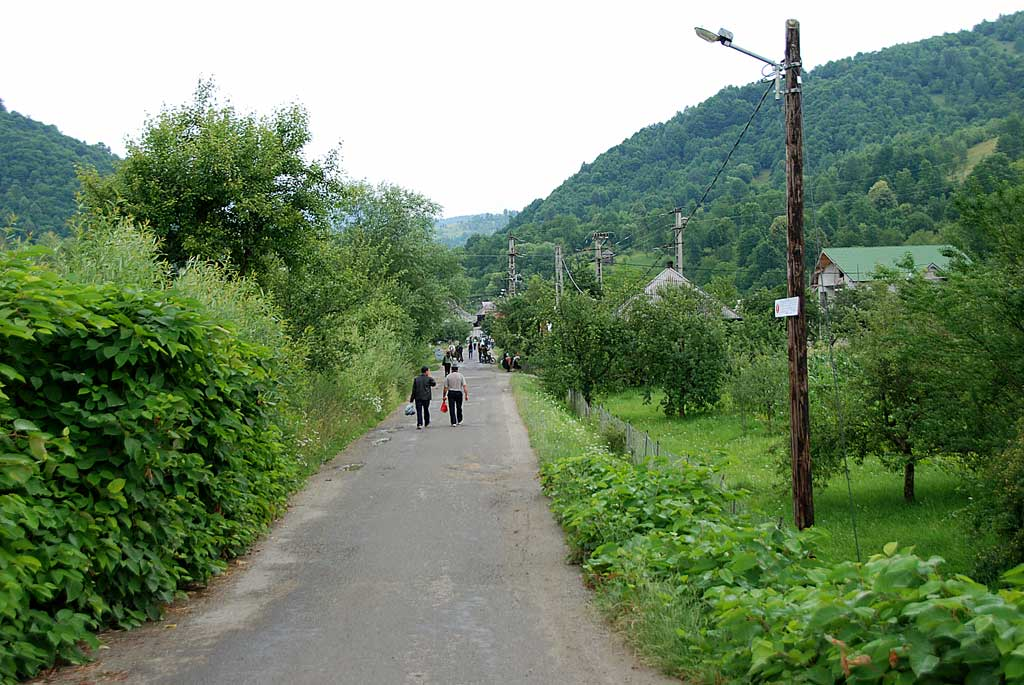
Petrovakraszna látképe
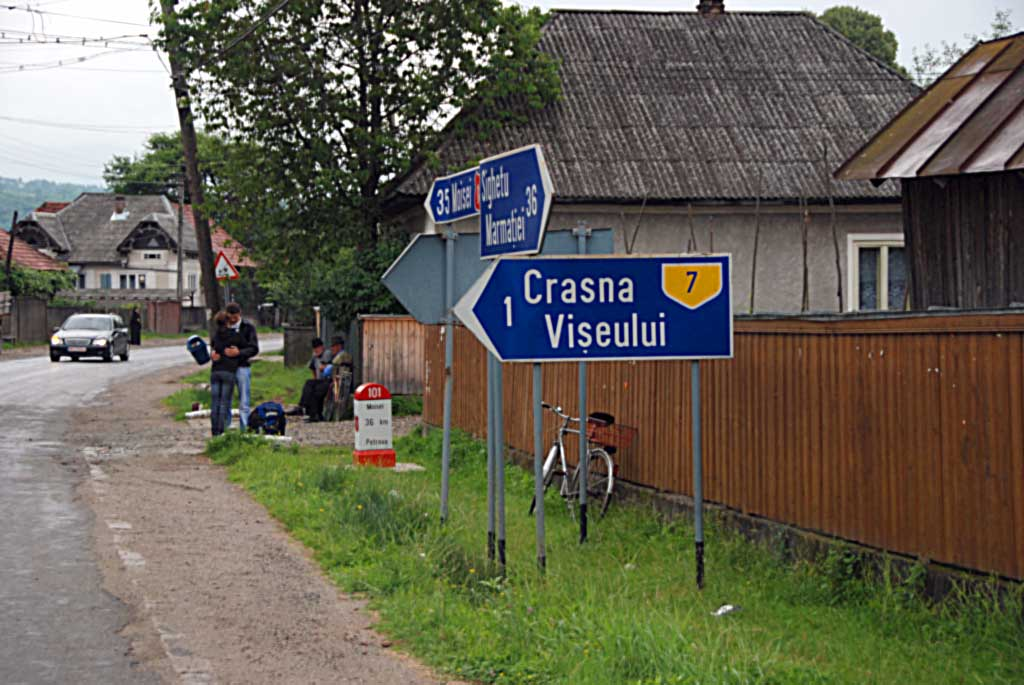
Petrovakraszna